# Clubiona andreinii
Clubiona andreinii là một loài nhện trong họ Clubionidae.
Loài này thuộc chi Clubiona. Clubiona andreinii được Lodovico di Caporiacco miêu tả năm 1936.